# Ranoidea booroolongensis
Ranoidea booroolongensis – rzadki i zagrożony wyginięciem gatunek płaza bezogonowego z podrodziny Pelodryadinae w rodzinie rzekotkowatych (Hylidae). 
Płaz ten występuje we wschodniej i południowo-wschodniej Australii – we wschodniej części stanu Nowa Południowa Walia oraz w przyległej, skrajnie północno-wschodniej części stanu Wiktoria.